# Prosemanotus elongatus
Prosemanotus elongatus är en skalbaggsart som beskrevs av Maurice Pic 1933. Prosemanotus elongatus ingår i släktet Prosemanotus och familjen långhorningar. Inga underarter finns listade i Catalogue of Life.